# Österrike i olympiska vinterspelen 1928
Österrike deltog i olympiska vinterspelen 1928. Österrikes trupp bestod av 39 idrottare varav 34 var män och 5 var kvinnor. Den yngsta av Österrikes deltagare var Fritzi Burger (17 år, 253 dagar) och den äldsta var Willy Böckl (35 år, 17 dagar). Österrike tog alla sina medaljer i konståkning.

## Medaljer

### Silver
- Konståkning
  - Singel herrar: Willy Böckl
  - Singel damer: Fritzi Burger
  - Par: Lilly Scholz och Otto Kaiser

### Brons
- Konståkning
  - Par: Melitta Brunner och Ludwig Wrede

## Trupp
- Backhoppning
  - Harald Bosio

- Bob
  - Franz Wohlgemuth
  - Hugo Weinstengel
  - Michael Waissnix
  - Walter Sehr
  - Eduard Pechanda
  - Franz Pamperl
  - Gustav Mader
  - Richard Lorenz
  - Franz Lorenz
  - Ferdinand Langer
  - Benno Karner

- Ishockey
  - Harry Weiß
  - Hans Tatzer
  - Reginald Spevak
  - Walter Sell
  - Ulrich Lederer
  - Herbert Klang
  - Hans Kail
  - Josef Göbl
  - Hans Ertl
  - Jacques Dietrichstein
  - Walter Brück
  - Herbert Brück

- Längdskidåkning
  - Harald Paumgarten (Deltog även i nordisk kombination)

- Konståkning
  - Ludwig Wrede
  - Melitta Brunner
  - Karl Schäfer
  - Grete Kubitschek
  - Ilse Hornung
  - Lilly Scholz
  - Otto Kaiser
  - Fritzi Burger
  - Willy Böckl

- Nordisk kombination
  - Harald Paumgarten (Deltog även i längdskidåkning)

- Skridskor
  - Rudolf Riedl
  - Otto Polacsek
  - Fritz Moser

- Skeleton
  - Franz Unterlechner
  - Louis Hasenknopf